# Crveni hlorofil katabolit reduktaza
Crveni hlorofil katabolit reduktaza (EC 1.3.1.80, RCCR, RCC reduktaza, red Chl katabolitna reduktaza) je enzim sa sistematskim imenom primarni fluorscentni hlorofilni katabolit:NADP+ oksidoreduktaza. Ovaj enzim katalizuje sledeću hemijsku reakciju
primarni fluorscent hlorofil katabolit + + {\displaystyle \rightleftharpoons } red hlorofil katabolit + +
Degradacija hlorofila je karakteristični simptom starenja lišća i sazrevanja voća. Za reakciju koju katalizuje ovaj enzim neophodan je redukovani feredoksin, koji se formira bilo putem NADPH u putu pentoznog-fosfata ili dejstvom fotosistema I. Ova reakcija se odvija bez otpuštanja supstrata iz EC 1.14.12.20, feoforbid a oksigenaze.

## Literatura
- Nicholas C. Price; Lewis Stevens (1999). Fundamentals of Enzymology: The Cell and Molecular Biology of Catalytic Proteins (Third изд.). USA: Oxford University Press. ISBN 019850229X.
- Eric J. Toone (2006). Advances in Enzymology and Related Areas of Molecular Biology, Protein Evolution (Volume 75 изд.). Wiley-Interscience. ISBN 0471205036.
- Branden C; Tooze J. Introduction to Protein Structure. New York, NY: Garland Publishing. ISBN 0-8153-2305-0.
- Irwin H. Segel. Enzyme Kinetics: Behavior and Analysis of Rapid Equilibrium and Steady-State Enzyme Systems (Book 44 изд.). Wiley Classics Library. ISBN 0471303097.

## Spoljašnje veze
- Red+chlorophyll+catabolite+reductase на 